# Paul Hermann Müller
Paul (Pauly) Hermann Müller (Olten, 12 januari 1899 – Bazel, 12 oktober 1965) was een Zwitsers chemicus en Nobelprijs-winnaar. Hij kreeg de Nobelprijs voor zijn ontdekking in 1939 dat DDT als insecticide bruikbaar was voor de beheersing van malaria, gele koorts en vele andere vector-gerelateerde ziektes. In de jaren 1960 bleek dat DDT schadelijk is, en begin jaren 1970 werd DDT in verschillende landen verboden.

## Biografie
Müller werd geboren in Olten als oudste van de vier kinderen van Gottlieb en Fanny Müller, maar groeide op in Lenzburg en Bazel. Na zijn doctoraal aan de Universiteit van Bazel in 1925 trad hij in dienst bij J.R. Geigy AG (een voorloper van Novartis). Hier deed hij in de herfst van 1939 zijn beroemde ontdekking. In 1948 kreeg hij voor zijn ontdekking als eerste niet-medicus de Nobelprijs voor de Fysiologie of Geneeskunde.
Müller was gehuwd met Friedel Rüegsegger, samen kregen ze drie kinderen: zoon Heinrich, zoon Niklaus en dochter Margaretha. In 1965 overleed hij.

## DDT
De stof dichloordifenyltrichloorethaan (DDT) werd reeds in 1874 voor het eerst gemaakt door de Oostenrijkse chemicus Othmar Zeidler, maar hij zocht er geen praktische toepassingen voor. Nadat Müller DDT zelfstandig had gesynthetiseerd, bestudeerde hij het en ontdekte dat het effectief gebruikt kon worden als contactgif tegen vele geleedpotigen. Verder onderzoek toonde aan dat DDT in kleine doses veilig was voor mensen. In 1940 verkreeg hij een Zwitsers octrooi en vanaf 1942 verschenen de eerste DDT-producten, Gesarol en Neocide, op de markt.
DDT bleek niet alleen effectief te zijn tegen de Coloradokever, maar ook tegen ander ongedierte zoals luizen, vlooien en steekmuggen die besmettelijk ziektes verspreiden als malaria, tyfus, knokkelkoorts en verscheidene andere tropische ziektes. Het gebruik van DDT wist hele gebieden malariavrij te krijgen. Jaren later wees de biologe Rachel Carson in haar boek "Silent Spring" reeds op de gevaren van DDT. Miljoenen tonnen bestrijdingsmiddel werden er in de jaren 1960 in het milieu gebracht en DDT was doorgedrongen in het vetweefsel van ieder levend wezen op aarde, van veldmuizen tot ijsberen. Daarom werd vanaf de jaren 1970 het gebruik van DDT wereldwijd verboden als verdelgingsmiddel hoewel DDT soms nog wordt gebruikt om muggenplagen te bestrijden.
1901: Behring · 
1902: Ross · 
1903: Finsen · 
1904: Pavlov · 
1905: Koch · 
1906: Golgi, Ramón y Cajal · 
1907: Laveran · 
1908: Mechnikov, Ehrlich · 
1909: Kocher · 
1910: Kossel · 
1911: Gullstrand · 
1912: Carrel · 
1913: Richet ·
1914: Bárány · 
1919: Bordet · 
1920: Krogh · 
1922: Hill, Meyerhof · 
1923: Banting, Macleod · 
1924: Einthoven ·
1926: Fibiger · 
1927: Wagner-Jauregg · 
1928: Nicolle · 
1929: Eijkman, Hopkins · 
1930: Landsteiner · 
1931: Warburg · 
1932: Sherrington, Adrian · 
1933: Morgan · 
1934: Whipple, Minot, Murphy · 
1935: Spemann · 
1936: Dale, Loewi · 
1937: Szent-Györgyi · 
1938: Heymans · 
1939: Domagk · 
1943: Dam, Doisy · 
1944: Erlanger, Gasser · 
1945: Fleming, Chain, Florey · 
1946: Muller · 
1947: C. Cori, G. Cori, Houssay · 
1948: Müller · 
1949: Hess, Moniz · 
1950: Kendall, Reichstein, Hench · 
1951: Theiler · 
1952: Waksman · 
1953: Krebs,Lipmann ·
1954: Enders, Weller, Robbins · 
1955: Theorell · 
1956: Cournand, Forssmann, Richards · 
1957: Bovet · 
1958: Beadle, Tatum, Lederberg · 
1959: Ochoa, Kornberg · 
1960: Burnet, Medawar · 
1961: Békésy · 
1962: Crick, Watson, Wilkins · 
1963: Eccles, Hodgkin, Huxley · 
1964: Bloch, Lynen · 
1965: Jacob, Lwoff, Monod · 
1966: Rous, Huggins · 
1967: Granit, Hartline, Wald · 
1968: Holley, Khorana, Nirenberg · 
1969: Delbrück, Hershey, Luria · 
1970: Katz, Euler, Axelrod · 
1971: Sutherland · 
1972: Edelman, Porter · 
1973: Frisch, Lorenz, Tinbergen · 
1974: Claude, De Duve, Palade · 
1975: Baltimore, Dulbecco, Temin ·
1976: Blumberg, Gajdusek · 
1977: Guillemin, Schally, Yalow · 
1978: Arber, Nathans, Smith · 
1979: Cormack, Hounsfield · 
1980: Benacerraf, Dausset, Snell · 
1981: Sperry, Hubel, Wiesel · 
1982: Bergström, Samuelsson, Vane · 
1983: McClintock · 
1984: Jerne, Köhler, Milstein · 
1985: Brown, Goldstein · 
1986: Cohen, Levi-Montalcini · 
1987: Tonegawa · 
1988: Black, Elion, Hitchings · 
1989: Bishop, Varmus · 
1990: Murray, Thomas · 
1991: Neher, Sakmann · 
1992: Fischer, Krebs · 
1993: Roberts, Sharp · 
1994: Gilman, Rodbell · 
1995: Lewis, Nüsslein-Volhard, Wieschaus · 
1996: Doherty, Zinkernagel · 
1997: Prusiner · 
1998: Furchgott, Ignarro, Murad · 
1999: Blobel · 
2000: Carlsson, Greengard, Kandel ·
2001: Hartwell, Hunt, Nurse · 
2002: Brenner, Horvitz, Sulston · 
2003: Lauterbur, Mansfield · 
2004: Axel, Buck · 
2005: Marshall, Warren ·
2006: Fire, Mello ·
2007: Capecchi, Smithies, Evans ·
2008: Zur Hausen, Barré–Sinoussi, Montagnier ·
2009: Blackburn, Greider, Szostak ·
2010: Edwards ·
2011: Beutler, Hoffmann, Steinman ·
2012: Gurdon, Yamanaka ·
2013: Rothman, Schekman, Südhof ·
2014: O'Keefe, Moser, Moser ·
2015: Campbell, Omura, Tu ·
2016: Osumi ·
2017: Hall, Rosbash, Young ·
2018: Allison, Honjo ·
2019: Kaelin, Ratcliffe, Semenza ·
2020: Alter, Houghton, Rice ·
2021: Julius, Patapoutian ·
2022: Pääbo ·
2023: Karikó, Weissman ·
2024: Ambros, Ruvkun